# Hrabstwo Tompkins
Tompkins – hrabstwo (ang. county) w stanie  Nowy Jork w USA. Populacja wynosi 96 501 mieszkańców (stan według spisu z 2000 r.).
Powierzchnia hrabstwa wynosi 1273 km². Gęstość zaludnienia wynosi 78 osób/km².

## Miasta
- Caroline
- Danby
- Dryden
- Enfield
- Groton
- Ithaca
- Lansing
- Newfield
- Ulysses

## Wioski
- Cayuga Heights
- Dryden
- Freeville
- Groton
- Lansing
- Trumansburg

## CDP
- East Ithaca
- Forest Home
- Newfield Hamlet
- Northeast Ithaca
- Northwest Ithaca
- South Hill